# 霍姆斯敦 (密蘇里州)
霍姆斯敦（英語：Homestown）是位於美國密蘇里州佩米斯科特縣的城市。

## 人口
根據2020年美國人口普查的數據，霍姆斯敦的面積為0.32平方千米，皆為陸地。當地共有人口73人，而人口密度為每平方千米228人。